# Міхаела Дорфмайстер
Міхаела Дорфмайстер  (нім. Michaela Dorfmeister, 25 березня 1973) — австрійська гірськолижниця, що спеціалізувалася в швидкісних дисциплінах, дворазова олімпійська чемпіонка, олімпійська медалістка, дворазова чемпіонка світу, призерка чемпіонатів світу.
В активі Дорфмайстер 25 перемог на етапах кубків світу. Вона один раз вигравала кубок світу в загальному заліку, двічі в швидкісному спуску, двічі в супергіганті й одного разу в гігантському слаломі.

## Виступи на Олімпіадах
| Олімпіада           | Дисципліна              | Місце  |
| ------------------- | ----------------------- | ------ |
| Нагано 1998         | швидкісний спуск        | 18     |
| Нагано 1998         | супергігантський слалом | 2      |
| Нагано 1998         | гірськолижна комбінація | участь |
| Солт-Лейк-Сіті 2002 | швидкісний спуск        | 9      |
| Солт-Лейк-Сіті 2002 | супергігантський слалом | 6      |
| Солт-Лейк-Сіті 2002 | гігантський слалом      | 4T     |
| Солт-Лейк-Сіті 2002 | гірськолижна комбінація | 5      |
| Турин 2006          | швидкісний спуск        | 1      |
| Турин 2006          | супергігантський слалом | 1      |